# Strangalia lachrymans
Strangalia lachrymans är en skalbaggsart som först beskrevs av Bates 1885.  Strangalia lachrymans ingår i släktet Strangalia och familjen långhorningar.
Artens utbredningsområde är Guatemala. Inga underarter finns listade i Catalogue of Life.